# Naturalismo (literatura)

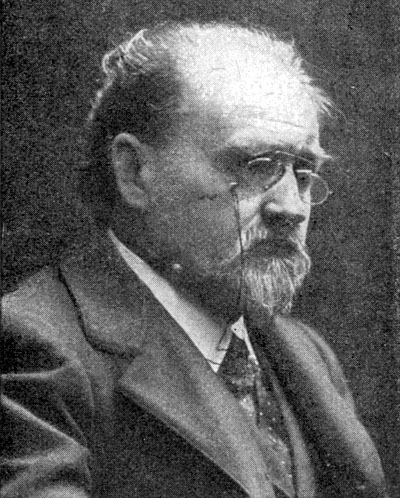
Émile Zola, padre y principal representante del naturalismo.

El naturalismo es un movimiento artístico, sobre todo literario, emparentado con el realismo, basado en reproducir la realidad con una objetividad documental en todos sus aspectos, tanto en los más sublimes como los más vulgares, desagradables o sórdidos. Su máximo representante, teorizador e impulsor fue el escritor Émile Zola, quien expuso sus fundamentos teóricos en el prólogo a su novela Thérèse Raquin y, sobre todo, en su ensayo Le roman expérimental (1880).
El naturalismo surge como contraparte al Romanticismo, al igual que el realismo, y se extendió sobre todo entre 1870 y 1890.

## Historia
Desde Francia, en 1870, el naturalismo se extendió a toda Europa en el curso de los veinte años siguientes adaptándose a las distintas literaturas nacionales e internacionales. El naturalismo presenta al ser  humano sin libre albedrío, determinado por la herencia genética y el medio en que vive (determinismo). En él influyen el positivismo de Auguste Comte, que no considera verdad ni valora lo que no puede ser objeto de experiencia y de método científico; el evolucionismo natural de Darwin (en 1859 se publica El origen de las especies) y el darwinismo social de Herbert Spencer, que niega la espiritualidad del hombre al negar la intervención divina, así como el materialismo histórico de Marx y Engels (en 1848 se había publicado el Manifiesto comunista).
También experimenta el influjo de las ciencias naturales y, sobre todo, de la medicina y la reciente ciencia de la genética: el austriaco Gregor Mendel (1822-1884) había formulado las leyes fisiológicas de la herencia que condicionan al ser humano en 1865. Así, el crítico francés Hippolyte Taine afirmaba que «la virtud y el vicio son productos como el vitriolo y el azúcar». Junto a este materialismo, influyeron poderosamente en Zola los principios incluidos en La Médecine expérimentale (1869) de Claude Bernard. Zola consideraba que «el novelista está formado por un observador y un experimentador» que aperciben los síntomas de enfermedad de la sociedad:

El observador y el experimentador son los únicos que trabajan por la pujanza y felicidad del hombre, al devolverle poco a poco el señorío de la naturaleza. No hay nobleza, dignidad, belleza ni moralidad en no saber, en mentir, en pretender que uno es tanto más grande cuanto más se eleva en el error y la confusión. Las únicas obras grandes y morales son las obras de la verdad.
L'observateur et l'expérimentateur sont les seuls qui travaillent à la puissance et au bonheur de l'homme, en le rendant peu à peu le maître de la nature. Il n'y a ni noblesse, ni dignité, ni beauté, ni moralité, à ne pas savoir, à mentir, à prétendre qu'on est d'autant plus grand qu'on se hausse davantage dans l'erreur et dans la confusion. Les seules œuvres grandes et morales sont les œuvres de vérité.

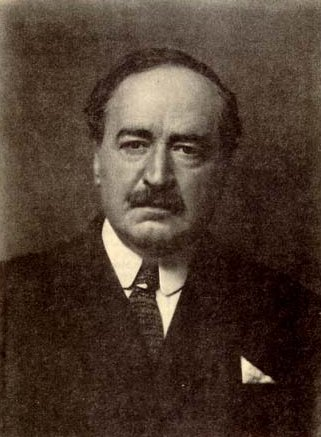
Vicente Blasco Ibáñez, novelista español propulsor del naturalismo.

Esto es, lo que se conoce en filosofía como determinismo. De aquí deriva otra importante característica del Naturalismo, una crítica (implícita, ya que el valor documental y científico que se pretende dar a la literatura de este tipo impide aportar opiniones propias) a la forma como está constituida la sociedad, a las ideologías y a las injusticias económicas, en que se hallan las raíces de las tragedias humanas.
- La fisiología como motor de la conducta de los personajes.
- Sátira y denuncia social. La novela naturalista no vale como simple pasatiempo, es un estudio serio y detallado de los problemas sociales, cuyas causas procura encontrar y mostrar de forma documental.
- Concepción de la literatura como arma de combate político, filosófico y social.
- Argumentos construidos a la sombra de la herencia folletinesca, pero construidos con rigor documental.
- Feísmo y tremendismo como revulsivos. Puesto que se presentan casos de enfermedad social, el novelista naturalista no puede vacilar al enfrentarse con lo más crudo y desagradable de la vida social.

## Principios
En suma, los rasgos definitorios del naturalismo se reducen a los siguientes:
1. La existencia del ser humano está determinada por fuerzas naturales que la humanidad no puede controlar.
2. Se funda en la filosofía del determinismo, para la cual el hombre está controlado por sus instintos, sus pasiones y su entorno social y económico.
3. El objetivo del naturalismo es reproducir la realidad con total imparcialidad y verdad de una forma rigurosa, documentada y científica. Se considera a la literatura un documento social.
4. La ética del naturalismo, a diferencia de la del realismo, incorpora una actitud amoral en la representación objetiva de la vida: prescinde de los valores morales burgueses para ser más objetivo y describe por igual lo considerado de mal gusto a lo que no, sin omitirlo como hacía la novela realista burguesa.
5. Los escritores naturalistas consideran que el instinto, la emoción o las condiciones sociales o económicas rigen la conducta humana.
6. En el naturalismo se destaca la dependencia del ser humano a las condiciones ambientales.
7. La estética del Naturalismo es contraria a la tradicional y propone una revolucionaria indiferencia entre lo bello y lo feo que no juzga a lo uno por encima de lo otro si realmente es verdadero.
8. Sus novelas buscan representar capas sociales que había dejado de lado la novela del Realismo burgués, también porque existía un cierto agotamiento de los temas de la clase media: aparecen las clases bajas y aun marginales como tema nuevo, la pequeña burguesía y el proletariado.
9. El lenguaje utilizado se inclina especialmente hacia las jergas y el habla regional o popular, que aparecen reflejados sin academicismo y con rigor.

Cabe destacar que, si bien realismo y naturalismo son muy parecidos en el sentido de reflejar la realidad tal y como es (contrariamente al idealismo romántico), la diferencia radica en que el realismo es más descriptivo y refleja los intereses de una capa social muy definida, la burguesía, mientras que el Naturalismo extiende su descripción a las clases más desfavorecidas, intenta explicar de forma materialista y casi mecanicista la raíz de los problemas sociales y alcanza a hacer una crítica social profunda; además, si el individualismo burgués es siempre libre y optimista en su fe liberal de que es posible el progreso sin contrapeso y labrar el propio destino, el Naturalismo es pesimista y ateo merced al determinismo, que afirma que es imposible escapar de las condiciones sociales que guían nuestro sendero en la vida sin que podamos hacer nada para impedirlo. Por otra parte los naturalistas españoles hacen uso de un narrador omnisciente y se alejan del impersonalismo que busca el maestro francés Émile Zola; por otra parte, estas novelas no consiguen una reproducción continua de la realidad, objetivo que sí busca Émile Zola, sino que acumulan en exceso los aspectos que quieren destacar causando un desequilibrio en que se pierde el valor documental que busca Zola.
Las características de la novela naturalista son las siguientes:
1. Personajes arquetípicos. Con frecuencia, los personajes representan una clase social o un tipo humano. Es habitual la presencia de la función narrativa personaje colectivo (la mina, la fábrica, un clan o linaje familiar...) sin llegar todavía al protagonista colectivo del Realismo socialista o el unanimismo del novelista francés Jules Romains.
2. Protagonista marginal. Los protagonistas no pertenecen a la burguesía o clase media, sino a las clases sociales más desfavorecidas, cuyas miserables condiciones de vida son descritas con escrupuloso detallismo, sin escamotear aspectos sórdidos o desagradables.
3. Pesimismo. No existe redención posible para los personajes, vencidos por su propio temperamento y por el medio en que han nacido.
4. Compromiso ideológico. La carga ideológica se acentúa: los autores denuncian una estructura social que condena al individuo desde la cuna.
5. Léxico científico. Al estilo claro y sencillo propio de la novela realista hay que añadir el uso del léxico científico, fruto del influjo de las ciencias experimentales.[2]

Se considera que el Naturalismo es una evolución del Realismo. De hecho, la mayoría de los autores realistas evolucionó hacia esta corriente materialista, si bien otros orientaron su descripción de la realidad hacia el interior del personaje llegando a la novela psicológica.
El naturalismo, al igual que el realismo, refuta el Romanticismo rechazando la evasión y volviendo la mirada a la realidad más cercana, material y cotidiana, pero, lejos de conformarse con la descripción de la mesocracia burguesa y su mentalidad individualista y materialista, extiende su mirada a las clases más desfavorecidas de la sociedad y pretende explicar los males que padecen de forma determinista.
El Naturalismo tenía como objetivo explicar los comportamientos del ser humano y sus narradores pretendían interpretar la vida mediante la descripción del entorno social para descubrir las leyes que rigen la conducta humana. 
Al surgir en París los novelistas iniciadores de este movimiento como Zola y posteriormente Flaubert describen de manera cruda y realista principalmente el contexto social de la capital de Francia y solo después se animaron a describir otros ambientes.

## El naturalismo en Europa

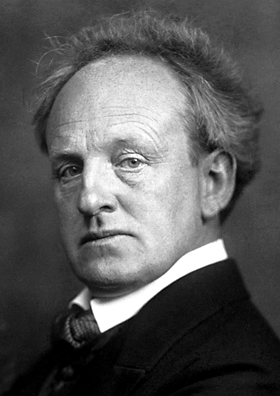
Gerhart Hauptmann con 69 años.

En Francia, aparte del líder de esta estética —Émile Zola— y de la "historia natural y social" de su ciclo de novelas Les Rougon-Macquart, son naturalistas Guy de Maupassant (Bel ami, Cuentos), Alphonse Daudet, Gustave Flaubert y otros autores de menor fuste (los hermanos Edmond y Jules de Goncourt, por ejemplo).
En Portugal, la gran figura del naturalismo fue Eça de Queiroz, pero también tuvieron su importancia Júlio Lourenço Pinto y Abel Botelho. 
En Rusia, difundió el movimiento el gran crítico literario Belinski y lo siguieron, en algunas de sus obras, autores importantes: Dostoievski, Goncharov, Chéjov, Máximo Gorki y otros. Gógol había servido, en cierta manera, como precursor. 
En Alemania el naturalismo destacó principalmente en el teatro. Lo introdujeron Arno Holz y Johannes Schlaf, pero destacan los hermanos Carl Hauptmann (1858-1921) y, sobre todo, Gerhart Hauptmann (1862-1946), así como Hermann Sudermann y Max Halbe.
En Italia, el naturalismo se denominó verismo y tiene su principal autor en Giovanni Verga (1840-1922), cuya obra maestra es la novela Los Malavoglia (Los Malasangre). También siguieron esta estética Luigi Capuana (1839-1915) y Matilde Serao (1856-1927), así como una serie de autores menores de novelas regionalistas, como Girolamo Rovetta, Grazia Deledda y Renato Fucini.
En Gran Bretaña, el gran novelista, poeta y narrador del naturalismo fue Thomas Hardy; también fue utilizado por Arnold Bennett (1867-1931) y David H. Lawrence, y, en el terreno dramático, puede reconocerse alguna influencia de los postulados naturalistas en George Bernard Shaw a través de la asimilación que hace de dicha estética el dramaturgo noruego Henrik Ibsen. También, siguió esta tendencia el dramaturgo sueco August Strindberg de la primera época, antes de volverse hacia el simbolismo y el expresionismo.

## El naturalismo en España

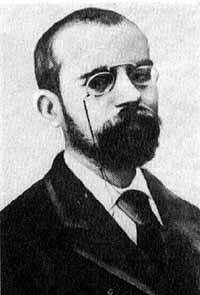
Leopoldo Alas, "Clarín".

En España, participaron en este movimiento autores como Galdós (La desheredada), Clarín o Vicente Blasco Ibáñez. 
Desde la óptica conservadora, puede también hablarse de un naturalismo cristiano no rigurosamente pesimista ni determinista en el que militaron autores como Emilia Pardo Bazán, con sus artículos recogidos en La cuestión palpitante, Luis Coloma, José María de Pereda (que se acercó al naturalismo en su novela La Puchera), el marqués de Figueroa, José de Siles, Francisco Tusquets, Ángel Salcedo y Ruiz y Alfonso Pérez Gómez Nieva. 
Otro tercer grupo estaría integrado por los hombres de la revista Gente Nueva, luego ampliado en otra revista —Germinal (de ideología más extremista)—, y que estaría integrado por los escritores del llamado naturalismo radical: Eduardo López Bago, José Zahonero, Remigio Vega Armentero, Enrique Sánchez Seña, Joaquín de Arévalo, José María Matheu Aybar, Manuel Martínez Barrionuevo, Eugenio Antonio Flores, Silverio Lanza, Emilio Bobadilla, Alejandro Sawa, Joaquín Dicenta (quizá el poeta y dramaturgo del Naturalismo más importante en castellano), Félix González Llana, José Francos Rodríguez, José Ortega Munilla, Jacinto Octavio Picón, Ernesto Bark, Ricardo Macías Picavea, José López Pinillos y algunos otros más. En lengua catalana destaca Narcís Oller. Epígonos del Naturalismo son, en cierta medida, Felipe Trigo y Augusto Martínez Olmedilla.

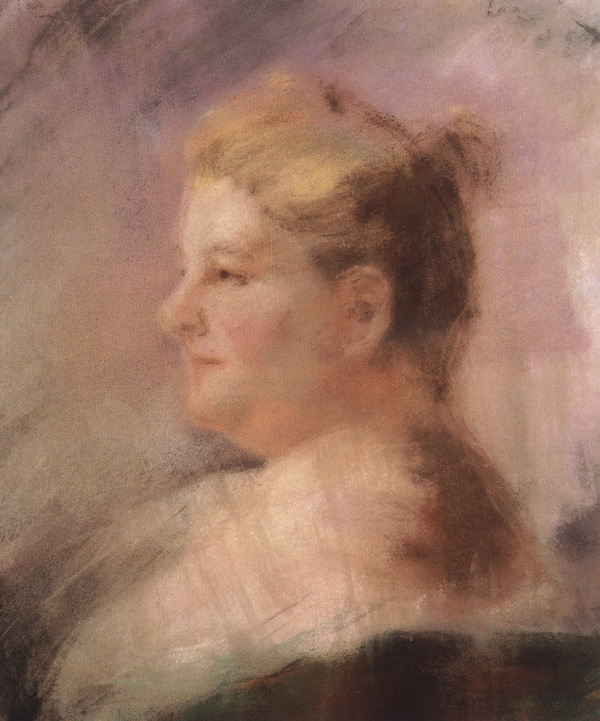
Emilia Pardo Bazán (boceto de 1897 para un retrato de la autora, obra de Joaquín Vaamonde Cornide)

Empero, y con la excepción de algunos intentos serios —como La desheredada, de Galdós—, lo que se practica en España no es un auténtico naturalismo zolesco, sino una fórmula conciliadora que extrae algunos recursos formales de Zola sin seguir su doctrina ideológica (ateísmo, positivismo, determinismo). Este sincretismo es el que practican Pardo Bazán o el marqués de Figueroa.

## El naturalismo en los Estados Unidos
A los Estados Unidos este movimiento llegó bastante tarde, aunque es posible reconocer el naturalismo en las obras de Frank Norris (Epopeya del trigo), Stephen Crane (La roja insignia del valor), Jack London (Martin Eden, La muchacha de las nieves, La llamada de la selva, Colmillo blanco) y Theodore Dreiser (Una tragedia americana), así como una evolución importante en el nuevo periodismo americano de, por ejemplo, Truman Capote.

## El naturalismo en Hispanoamérica
En América, vinculado al llamado indigenismo, representan el Naturalismo los puertorriqueños Matías González García y Manuel Zeno Gandía (La charca, 1894), el chileno Augusto d'Halmar y la peruana Clorinda Matto de Turner, quien alcanzó un gran éxito con su novela Aves sin nido. Otra figura destacada del Naturalismo peruano fue Mercedes Cabello de Carbonera, cuya novela Blanca Sol fue muy controvertida. El argentino Eugenio Cambaceres tiene importancia por destacar la decadencia de las clases privilegiadas con novelas como Música sentimental y Sin rumbo. En México, destacaron Federico Gamboa con su célebre novela Santa; Ángel del Campo, que usó el pseudónimo de "Micrós", y Vicente Riva Palacio. En Venezuela, el naturalismo o realismo fue practicado por Rómulo Gallegos en muchas de sus novelas (Canaima...) y cuentos. 
En la actualidad, el movimiento sigue vigente de la pluma de autores más jóvenes cómo Juan Viale Rigo. En Cuba, destaca, sobre todo, Carlos Loveira, acompañado de Miguel de Carrión y Jesús Castellanos. En Centroamérica, Enrique Martínez-Sobral practicó el naturalismo en la novela Alcohol.